# Santa Terezinha (Pernambuco)
Santa Terezinha é um município brasileiro do estado de Pernambuco. Localiza-se na região do Sertão do Pajeú a uma latitude 07º22'40" sul e a uma longitude 37º28'48" oeste, estando a uma altitude de 813 metros ao extremo norte do estado.

## Limites
Além de ser a segunda cidade em extremidade norte do estado, Santa Terezinha é o município pernambucano que possui o perímetro urbano mais próximo do estado da Paraíba com cerca de 2 km de distância. Estima-se (tendo em vista o rápido crescimento habitacional) que em poucos anos, os novos bairros da zona norte da cidade atinjam o território de Imaculada (Paraíba).
- Norte: Brejinho e o estado da Paraíba
- Sul: Tabira e São José do Egito
- Oeste: Tabira
- Leste: São José do Egito